# Marlos Moreno
Marlos Moreno (Medellín, 20 september 1996) is een Colombiaans voetballer die bij voorkeur als aanvaller speelt. Hij tekende in augustus 2016 een contract tot medio 2021 bij Manchester City, dat circa €5.600.000,- voor hem betaalde aan Atlético Nacional. Moreno debuteerde in 2016 in het Colombiaans voetbalelftal.

## Clubcarrière
Moreno stroomde door vanuit de jeugd van Atlético Nacional. Hiervoor debuteerde hij op 23 juli 2014 in het eerste elftal, tijdens een wedstrijd in het bekertoernooi tegen Itagüí Ditaires. Zijn competitiedebuut volgde op 15 oktober 2014, tegen Deportivo Pasto. Moreno maakte op 10 september 2014 zijn eerste competitietreffer, tegen Deportivo Cali. Hij scoorde op 17 oktober 2015 twee keer tegen Atlético Junior. Moreno won in 2016 met Nacional het Torneo Finalización van de Categoría Primera A. Vervolgens versloegen zijn ploeggenoten en hij Apertura-winnaar Deportivo Cali om zo ook de Superliga Colombiana op hun naam te schrijven. Moreno won op 27 juli 2016 met Atlético Nacional de Copa Libertadores 2016. Hij begon tijdens beide finalewedstrijden tegen Independiente del Valle in de basisopstelling.
Moreno tekende in augustus 2016 een contract tot medio 2021 bij Manchester City, dat circa €5.600.000,- voor hem betaalde aan Atlético Nacional. De Engelse club verhuurde hem direct voor een jaar aan Deportivo La Coruña en het seizoen daarna aan Girona FC.

## Clubstatistieken
| Seizoen | Club                  | Competitie       | Duels | Doelp. |
| ------- | --------------------- | ---------------- | ----- | ------ |
| 2013/14 | Atlético Nacional     | Liga Aguila      | 1     | 0      |
| 2014/15 | Atlético Nacional     | Liga Aguila      | 17    | 5      |
| 2015/16 | Atlético Nacional     | Liga Aguila      | 9     | 0      |
| 2016/17 | Manchester City       | Premier League   | 0     | 0      |
| 2016/17 | → Deportivo La Coruña | Primera División | 19    | 0      |
| 2017/18 | → Girona FC           | Primera División | 2     | 0      |
| Totaal  | Totaal                | Totaal           | 48    | 5      |

## Interlandcarrière
Moreno werd in februari 2016 voor het eerst opgeroepen voor het Colombiaans voetbalelftal. Hij maakte op 24 maart 2016 zijn debuut als international, in een oefeninterland tegen Bolivia. Zijn eerste interlandtreffer volgde op 11 juni 2016 in een oefeninterland tegen Costa Rica.

## Erelijst
| Copa Libertadores                                 | 1x | 2016 |
| Categoría Primera A (Winnaar Torneo Finalización) | 1x | 2015 |
| Superliga Colombiana                              | 1x | 2016 |